# Os Mutantes
Os Mutantes är en brasiliansk psykedelisk musikgrupp från São Paulo. Gruppen förknippas ofta med tropicalismorörelsen under sent 1960-tal. Gruppen bildades 1966 av bröderna Sérgio Dias och Arnaldo Baptista tillsammans med Rita Lee. Efter ett uppehåll från sent 1970-tal till tidigt 2000-tal så återförenades gruppen år 2006.

## Historia
Os Mutantes grundades år 1966 i São Paulo av Sérgio Dias, hans bror Arnaldo Baptista och vokalisten Rita Lee. Innan bildandet av Os Mutantes hade Sérgio och Arnaldo spelat i flera olika bandformationer. Namnet på gruppen kommer ifrån en science fictionroman, O Planeta Dos Mutantes.
Efter TV-framträdanden under mitten av 1960-talet träffade gruppen Gilberto Gil, en inflytelserik artist i tropicalismorörelsen, som förde gruppen mot rörelsens mittpunkt. 1968 släpptes deras första, självbetitlade album, influerad av brittisk och amerikansk pop- och rockmusik, men även av traditionell brasiliansk musik. Albumet har i efterhand blivit prisat och har av brasilianska Rolling Stone blivit utsedd till det nionde bästa brasilianska albumet genom tiderna. Det andra albumet, Mutantes följde samma stil som det första albumet och har fått positiva recensioner i efterhand. Under denna tid blev gruppen ifrågasatt av militärdiktaturen i Brasilien, som ansåg sig hotad av gruppens texter och livsstil.

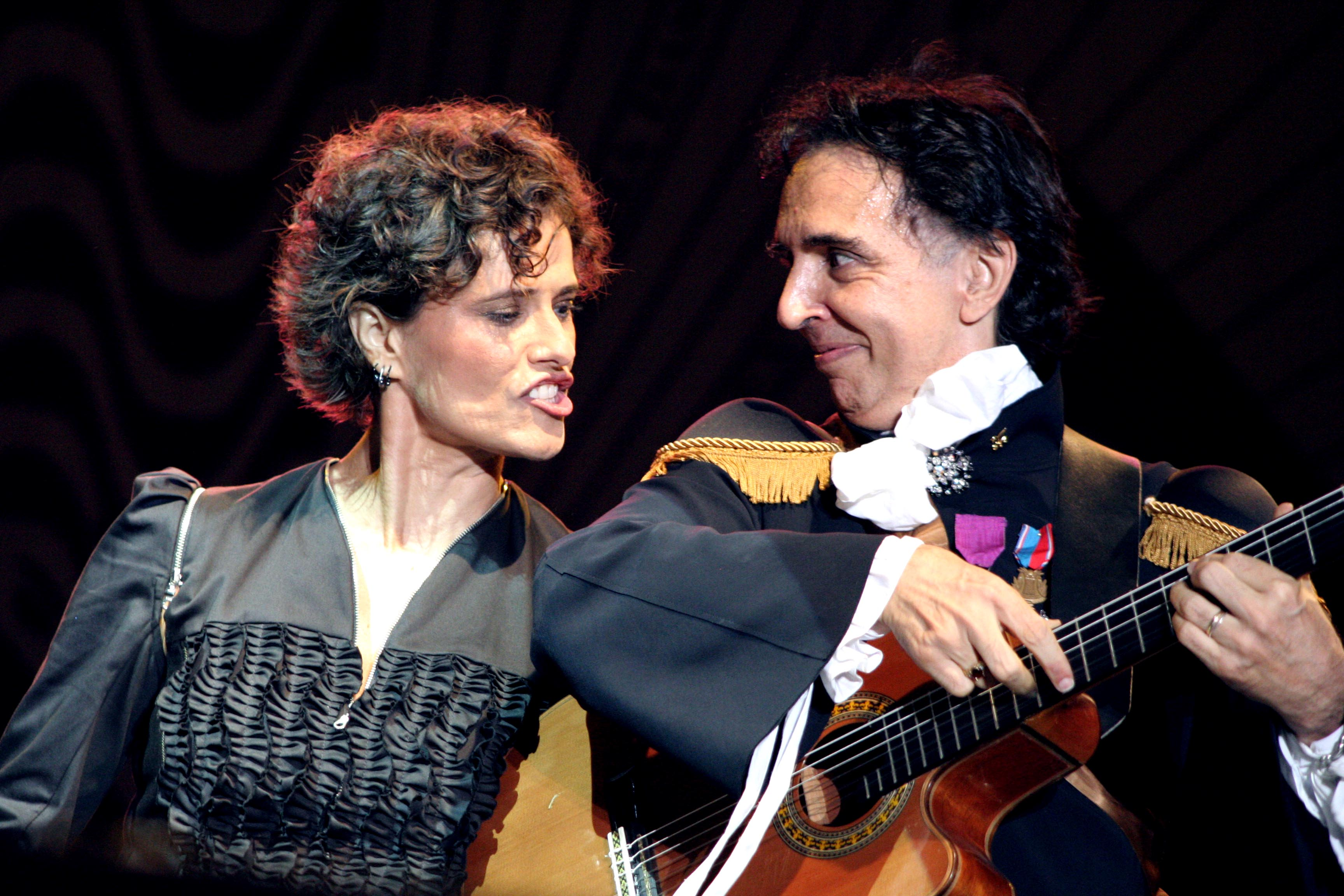
Zélia Duncan och Sérgio Dias under ett uppträdande år 2007

Deras tredje album A Divina Comédia ou Ando Meio Desligado släpptes år 1970 och var ett steg mot rockmusik, nästan helt utan influenser av traditionell brasiliansk musik och psykedelisk musik. Jardim Elétrico, släpptes 1971 och följde i samma spår som det tidigare släppta albumet, med mindre psykedeliska influenser och mer influenser från blues och rock. 1971 gick bandet från att vara en trio då basisten Arnolpho Lima Filho och trummisen Ronaldo Leme officiellt gick med i gruppen. Det sista albumet med alla originalmedlemmar, Mutantes e Seus Cometas no País do Baurets släpptes år 1972. Rita Lee och Arnaldo Baptista lämnade sedan gruppen.
Tudo Foi Feito Pelo Sol, gruppens sjätte album, släpptes år 1974 på skivbolaget Som Livre. Eftersom Rita Lee och Arnaldo lämnat gruppen så var Sérgio Dias den enda av originalmedlemmarna som medverkade på albumet. Livealbumet Mutantes Ao Vivo släpptes 1976. Detta kom att bli det sista albumet att släppas innan gruppen upplöstes.
Ett album inspelat 1973, O A e o Z, släpptes år 1992. 2000 släpptes Tecnicolor, ett album som var tänkt att vara deras genombrott i den engelsktalande delen av världen. Albumet spelades in 1970 i Paris, men släpptes inte förrän 30 år senare. Fem av låtarna inkluderades även på Jardim Elétrico, som släpptes 1971.

### Återförening
2006 återförenades gruppen (dock utan Rita Lee) med en livespelning i London. Livespelningen följdes av en turné i Nordamerika.
2009 släpptes Haih Or Amortecedor, det första nyinspelade albumet på 35 år, som sedan följdes upp med Fool Metal Jack år 2013 och Zzyzx år 2020.

## Eftermäle
Os Mutantes är en av de mest kända och inflytelserika rockbanden i Brasilien. Dessutom har många underground och indieband i USA och Europa listat Os Mutantes som en stor influens. Kurt Cobain begärde 1993 en återföreningsturné med trion genom att skriva ett brev till Arnaldo Baptista. Beck hyllade gruppen med sin singel "Tropicália" från albumet Mutations. Det brittiska bandet The Bees gjorde en cover på låten "A Minha Menina" på deras första album, Sunshine Hit Me. Kevin Barnes från of Montreal listar Os Mutantes som en viktig influens. Talking Heads frontman David Byrne har arbetat för att marknadsföra och utge gruppens musik genom sitt skivbolag Luaka Bop.

## Diskografi
- 1968 – Os Mutantes
- 1969 – Mutantes

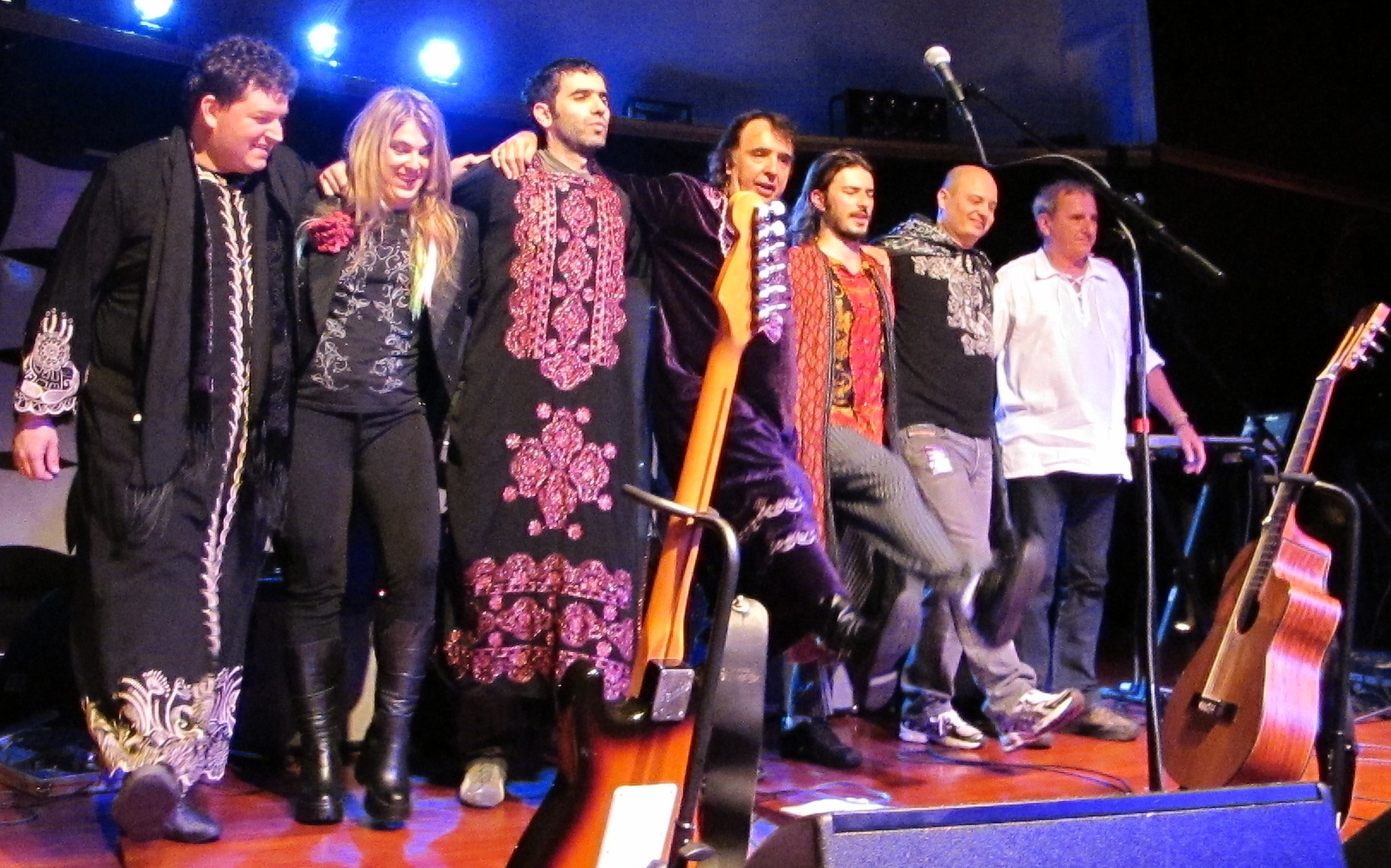
Os Mutantes 2010.

- 1970 – A Divina Comédia ou Ando Meio Desligado
- 1971 – Jardim Elétrico
- 1972 – Mutantes e Seus Cometas no País do Baurets
- 1974 – Tudo Foi Feito Pelo Sol
- 1992 – O A e o Z
- 2000 – Tecnicolor
- 2009 – Haih Or Amortecedor
- 2013 – Fool Metal Jack
- 2020 – Zzyzx

## Medlemmar
| Årtal     | Medlemmar |
| --------- | --- |

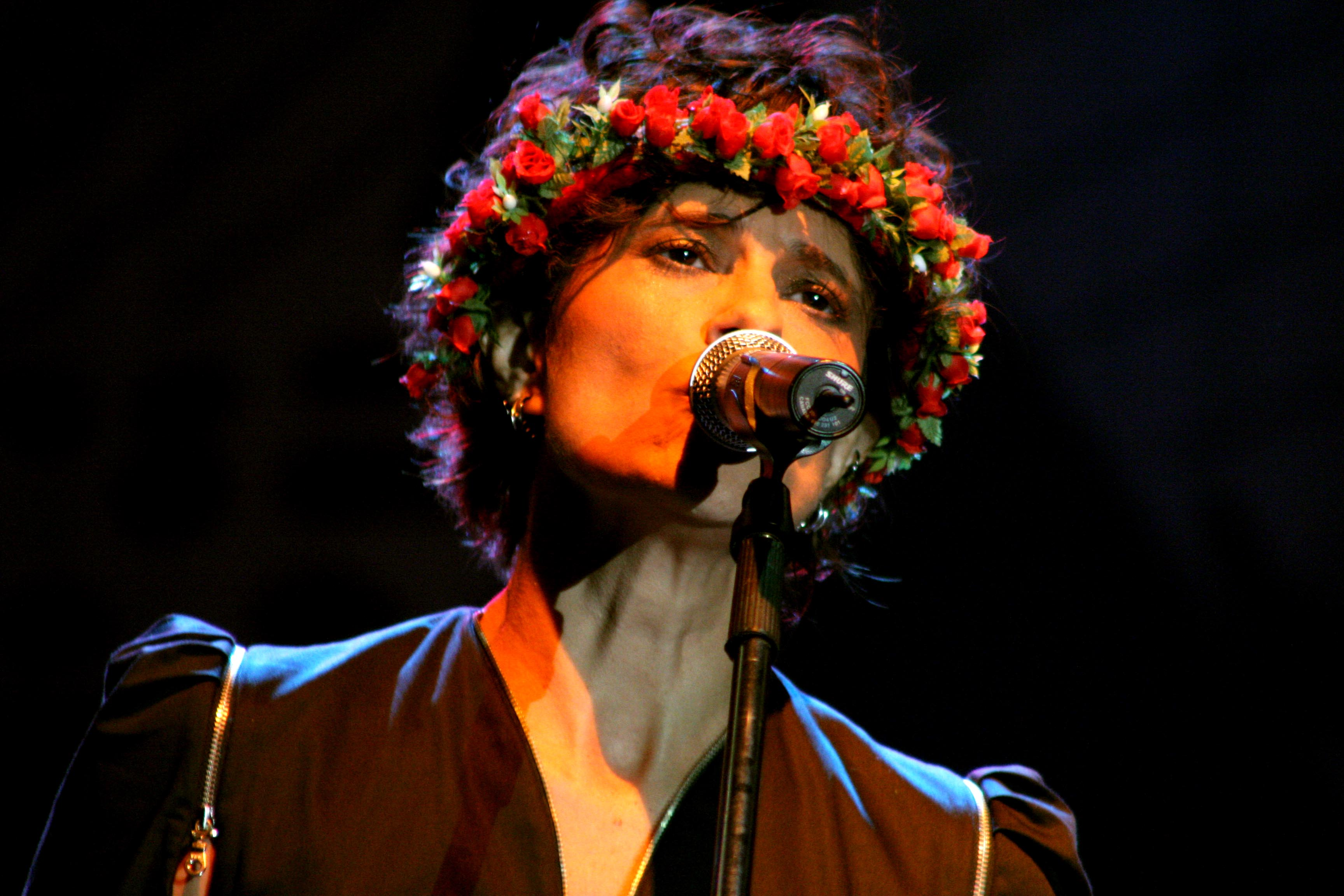
Zélia Duncan 25 januari 2007.

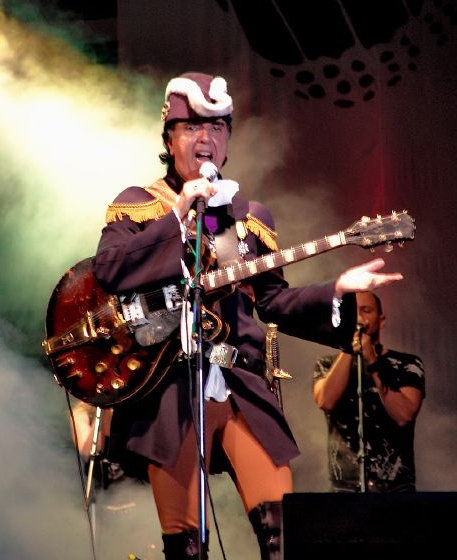
Sérgio Dias 25 januari 2007.

| 1968–1970 | - Arnaldo Baptista – basgitarr, keyboard, sång - Rita Lee – sång, slagverk, flöjt, harpa, theremin - Sérgio Dias – gitarr, sång, basgitarr |
| 1971–1972 | - Arnaldo Baptista – keyboard, sång - Rita Lee – sång, slagverk, keyboard - Sérgio Dias – gitarr, sång, sitar - Liminha – basgitarr, sång - Dinho Leme – trummor, slagverk |
| 1973      | - Arnaldo Baptista – keyboard, sång, cello - Sérgio Dias – gitarr, sång, sitar - Liminha – basgitarr, akustisk gitarr, sång - Dinho Leme – trummor, slagverk, tabla |
| 1973      | - Sérgio Dias – gitarr, sång, sitar - Liminha – basgitarr, sång - Dinho Leme – trummor, slagverk - Manito – keyboard, saxofon, följt |
| 1973–1974 | - Sérgio Dias – gitarr, sång, sitar - Liminha – basgitar, sång - Rui Motta – trummor, slagverk - Túlio Mourão – keyboard, sång |
| 1974–1976 | - Sérgio Dias – gitarr, sång, sitar - Rui Motta – trummor, slagverk - Túlio Mourão – keyboard, sång - Antônio Pedro – basgitarr, sång |
| 1976–1978 | - Sérgio Dias – gitarr, sång - Rui Motta – trummor, slagverk - Luciano Alves – keyboard, sång - Paulo de Castro – basgitarr, sång |
| 1978      | - Sérgio Dias – gitarr, sång - Rui Motta – trummor, slagverk - Luciano Alves – keyboard, sång - Fernando Gama – basgitarr, sång |
| 1978–2006 | Gruppen upplöst |
| 2006–2007 | - Sérgio Dias – gitarr, sång - Arnaldo Baptista – sång, keyboard - Dinho Leme – trummor, slagverk - Zélia Duncan – sång - Fábio Recco – sång - Simone Sou – slagverk - Vinícius Junqueira — basgitarr - Henrique Peters – keyboard, flöjt, sång - Vitor Trida – keyboard, gitarr, viola caipira, flöjt, sång                                                                 |
| 2008–2012 | - Sérgio Dias – sång, gitarr, orgel, cello, oud, slagverk, munspel - Dinho Leme – trummor, slagverk, sång - Bia Mendes – slagverk, sång - Fábio Recco – sång, piano - Simone Sou – slagverk, ljuddesign - Vinícius Junqueira – basgitarr, syntbas - Henrique Peters – sång, keyboard, piano, orgel - Vitor Trida – sång, keyboard, gitarr, viola caipira, flöjt, cello, fiol |
| 2012–2013 | - Sergio Dias – sång, gitarr - Ani Cordero – trummor, slagverk - Esmeria Bulgari – sång, slagverk - Vinicius Junqueira – basgitarr, syntbas - Amy Crawford – keyboard, piano, orgel - Vitor Trida – sång, gitarr, keyboard |
| 2013–     | - Sergio Dias – sång, gitarr - Esmeria Bulgari – sång, slagverk - Vinicius Junqueira – basgitarr, syntbas - Vitor Trida – sång, gitarr, keyboard - Henrique Peters – sång, keyboard, piano, orgel - Cláudio Tchernev – trummor, slagverk |